# Murray Mallee
Le Mallee Murray est une région de culture céréalière et d'élevage de moutons située en Australie-Méridionale et limitée au nord et à l'ouest par le fleuve Murray, à l'est par la frontière avec le Victoria, et s'étendant sur environ 50 km au sud de la Mallee Highway.
La région est essentiellement une vaste plaine, parsemée de collines de sable. Les précipitations annuelles y varient entre environ 250 mm au nord et 400 mm au sud.
Les principales localités de la région sont Karoonda, Lameroo et Pinnaroo. Les villes le long du Murray sont généralement considérées comme situées dans le Riverland ou le Murrayland, plutôt que dans le Mallee.
À l'origine, le Mallee était couvert de broussailles épaisses. De grandes étendues (les estimations sont autour de 80 %) de la mallee ont été défrichées pour le développement agricole à partir des années 1880. La plupart de la végétation naturelle qui reste est dans les parcs nationaux tels que le parc de conservation de Ngarkat, le parc de conservation de Billiatt, le parc de conservation de Scorpion Springs, le parc de conservation de Karte, le parc de conservation de Peebinga, le parc de conservation de Bakara et le parc de conservation de Lowan.